# مصطفي إيسومان
مصطفي إيسومان (بالإنجليزية: Mustapha Essuman)‏ هو لاعب كرة قدم غاني في مركز حراسة المرمى، ولد في 28 نوفمبر 1983 في أكرا في غانا. شارك مع منتخب غانا لكرة القدم. أما مع النوادي، فقد لعب مع Can Tho FC ‏.

## وصلات خارجية
- مصطفي إيسومان على موقع قاعدة بيانات كرة القدم.إي يو (الإنجليزية)
- مصطفي إيسومان على موقع ناشيونال فوتبول تيمز (الإنجليزية)